# Черте, Ханс
Ханс Черте , также известный как Черте (нем. Hans Tscherte; XV век — до 27 сентября 1552, Вена) — австрийский архитектор, военный инженер, фортификатор. Внёс решающий вклад в защиту Вены в 1529 году во время первой попытки Османской империи захватить столицу Австрийского эрцгерцогства.

## Биография
Скорее всего, родом из города Брно (Моравия), где с 1508 по 1527 год владел домом. Его имя — искаженное чешское имя Čert , что означает «чёрт», «дьявол» или «дикий человек». Первое документальное упоминание о Черте относится к 1486 году, когда он был зачислен в Венский университет. Жил в Вене с 1509 года.
Работал на различных общественных должностях. Был членом городского совета в 1515—1520 и 1522 годах, руководителем городской больницы 1518—1520 годах, занимался мостостроение в 1527—1529 годах (построил мост через Дунай возле Вены), главным строителем провинций Нижней Австрии (1528—1552).
С 1522 года жил в Нюрнберге. Во время осады Вены 1529 года, будучи специалистом по строительству крепостей, внёс значительный вклад в защиту города от турок. Руководил всеми фортификационными работами, необходимыми для защиты столицы и Нижней Австрии.
После осады сыграл решающую роль в строительстве новых городских укреплений (1531). С 1534 года принимал участие в реконструкции и расширении Хофбурга. По поручению императора Священной Римской империи Фердинанда I занимался строительством крепостей и укрепленных замков в Винер-Нойштадте, Праге, Раабе, Коморне и Бреслау. Укрепил пограничные крепости в Штирии и Каринтии.
Дружил с В. Пиркгеймером и А. Дюрером, с которым переписывался.
Проявлял большой интерес к теоретическим трудам А. Дюрера. Дюрер, в свою очередь, пользовался советами Черте в вопросах математики.

## Память
В 1940 году в его честь в Вене была названа улица Tscherttegasse.